# Ате (Кот-д’Ор)
Ате́ (фр. Athée) — коммуна во Франции, находится в регионе Бургундия. Департамент коммуны — Кот-д’Ор. Входит в состав кантона Осон. Округ коммуны — Дижон.
Код INSEE коммуны — 21028.

## Население
Население коммуны на 2010 год составляло 780 человек.
| 1962 | 1968 | 1975 | 1982 | 1990 | 1999 | 2010 |
| ---- | ---- | ---- | ---- | ---- | ---- | ---- |
| 472  | 499  | 531  | 610  | 593  | 599  | 780  |

## Экономика
В 2010 году среди 422 человек трудоспособного возраста (15—64 лет) 307 были экономически активными, 115 — неактивными (показатель активности — 72,7 %, в 1999 году было 69,9 %). Из 307 активных жителей работали 279 человек (142 мужчины и 137 женщин), безработных было 28 (18 мужчин и 10 женщин). Среди 115 неактивных 35 человек были учениками или студентами, 51 — пенсионерами, 29 были неактивными по другим причинам.